# Ōkubi

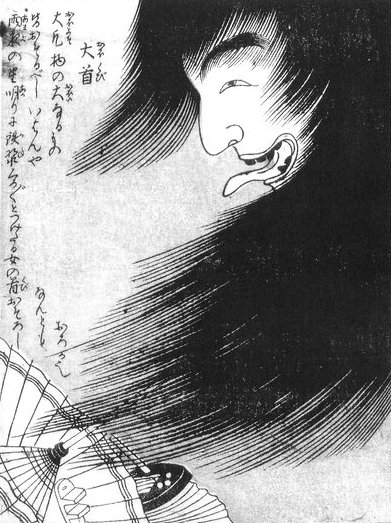
Ōkubi : dessin de Toriyama Sekien.

Un Ōkubi (大首) est une créature surnaturelle du folklore japonais.

## Apparence
Un Ōkubi est un yōkai constitué d'une tête géante et dépourvu de corps. Il peut être mâle ou femelle et exhibe souvent des dents noires et une chevelure exubérante.

## Manifestation
Lorsqu'un Ōkubi apparaît dans le ciel c'est le signe annonciateur d'une catastrophe imminente : un typhon, un séisme, un tsunami ou un incendie. Dans toute autre situation cette créature est inoffensive et disparaît dès qu'elle est repérée.

## Histoire

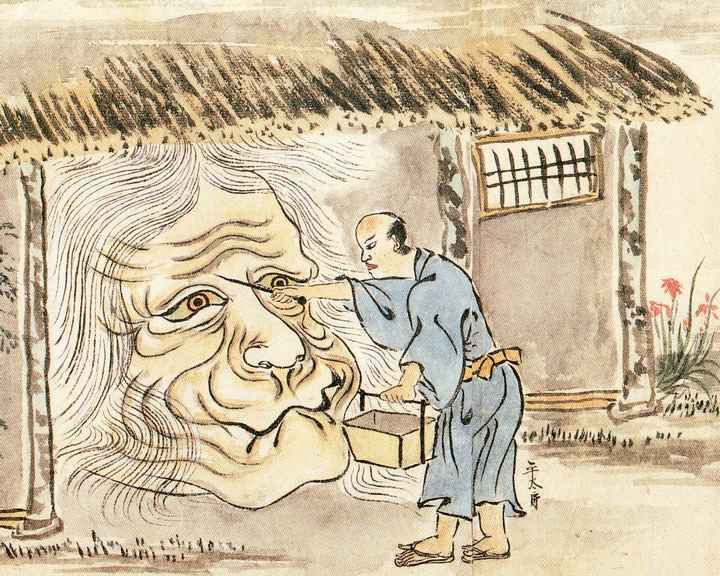
Ōkubi (extrait d'Inō Mononoke Roku, 1749).

Les premières représentations d'ōkubi apparaissent à l'époque d'Edo (1603-1869), dans des œuvres picturales du peintre Toriyama Sekien et dans un recueil de contes Inō Mononoke Roku. Ce dernier rassemble des histoires de yōkai, notamment celle d'Inō Heitarō qui découvre, un jour, en rentrant chez lui, que sa maison est occupée par une créature inconnue : une énorme tête de vieille femme, un Ōkubi.